# دیگو مارادونا
دیگو آرماندو مارادونا (به اسپانیایی: Diego Armando Maradona; تلفظ اسپانیایی: [ˈdjeɣo maɾaˈðona]) (زادهٔ ۳۰ اکتبر ۱۹۶۰ – درگذشتهٔ ۲۵ نوامبر ۲۰۲۰) سرمربی و بازیکن فوتبال بازنشستهٔ اهل آرژانتین بود. وی گاه به عنوان بهترین و غالباً به عنوان یکی از بهترین بازیکنان تمام ادوار تاریخ فوتبال جهان شناخته می‌شود. در نظرسنجی‌ای که از سوی فیفا انجام شد، او همراه با پله برنده عنوان برترین بازیکن قرن بیستم میلادی شد. مارادونا تیم ملی آرژانتین را با درخشش خود در جام جهانی ۱۹۸۶ به قهرمانی رساند. استعداد، تکنیک، چابکی، دید قوی، پاس‌های دقیق، مهارت در کنترل توپ و دریبل زنی مهار نشدنی مارادونا باعث شده بود تا با وجود قامت کوتاهی که دارد، در فوتبال سرآمد باشد و به او لقب «پسر طلایی» (به اسپانیایی: El Pibe de Oro) را بدهند.
مارادونا اولین بازیکن در تاریخ فوتبال بود که دو مرتبه رکورد نرخ نقل و انتقالات را در جهان شکست. او اولین بار با بهای ۵ میلیون یورو به بارسلونا در لالیگا و بار دوم با بهای ۶٫۹۵ میلیون یورو به ناپولی در سری آ پیوست. او در دوران حرفه‌ای خود برای تیم‌های آرژانتینوس جونیورز، بوکا جونیورز، بارسلونا، ناپولی و سویا و نیولز اولد بویز به عنوان یک بازی‌ساز توانا، در پست هافبک هجومی بازی کرد. مارادونا در بارسلونا و ناپولی به بیشتر موفقیت‌های باشگاهی‌اش دست یافت.
مارادونا در رده ملی، ۹۱ بار برای تیم ملی آرژانتین به میدان رفت و ۳۴ بار گلزنی کرد. او در چهار جام جهانی فوتبال شرکت داشت. مارادونا در مرحله یک چهارم نهایی جام جهانی ۱۹۸۶ مکزیک (۲–۱) هر دو گل پیروزی آرژانتین را در برابر انگلستان که از مدعیان قهرمانی بود، وارد دروازه کرد، تا آرژانتین در نیمه نهایی و فینال نیز با کارکرد درخشان او برابر بلژیک و آلمان غربی به پیروزی رسیده و قهرمان شود. گل اول مارادونا در این دیدار که توپ را زیرکانه با دست وارد دروازه کرد، به گل «دست خدا» معروف شد. او بعد از گل دست خدا و آغاز مجدد بازی، ۶۰ متر را با دریبل زدن چهار بازیکن انگلیس و دروازه‌بان این تیم پیمود و گل دوم تیمش را هم به ثمر رساند که بسیاری آن را بهترین گل تاریخ فوتبال می‌دانند. سال ۲۰۰۲ در نظرسنجی فیفا این گل به‌عنوان «گل قرن» فوتبال برگزیده شد.

## دوران زندگی
مارادونا هنگامی که کودکی هشت ساله بود، با انجام حرکات نمایشی با توپ فوتبال در اماکن عمومی سعی می‌کرد بخشی از خرج خانواده فقیرش را تأمین کند. مارادونا در دوران جوانی درخشش خود را با تیم بوکا جونیورز آغاز کرد و پس از آن، به بارسلونای اسپانیا رفت؛ و با این تیم به مقام قهرمانی جام حذفی اسپانیا رسید. در جام جهانی ۱۹۸۲ علی‌رغم انجام بازی‌های دیدنی به دلیل یک حرکت غیر ورزشی در دیدار برابر برزیل در دور دوم از زمین اخراج شد و بدون مارادونا آرژانتین از جام جهانی خداحافظی کرد. چهار سال بعد در جام جهانی ۱۹۸۶ در مکزیک مارادونا فوتبال زیبای خود را به نمایش گذاشت. در اوج حساسیت‌های این جام، دو تیم آرژانتین و انگلستان در مرحله یک چهارم نهایی در برابر هم قرار گرفتند. جنگ فالکلند در میدان ورزشی به منصه ظهور رسید. مارادونا با به ثمر رساندن دو گل تاریخی موجب پیروزی آرژانتین شد. نخستین گل مسابقه را مارادونا در ابتدای نیمه دوم، با دست به ثمر رساند و چند دقیقه بعد در حالی که در میانه‌های میدان صاحب توپ شده بود با دریبل زدن هفت بازیکن انگلیسی توپ را وارد دروازه پیتر شیلتون (دروازه‌بان انگلستان) نمود. هنرنمایی خارق‌العاده مارادونا، آرژانتین را به قهرمانی جهان در سال ۱۹۸۶ می‌رساند. مارادونا همچنین توانست باشگاه ناپولی ایتالیا را دو بار در سال‌های ۱۹۸۷ و ۱۹۸۹ به مقام قهرمانی لیگ ایتالیا برساند؛ و در سال ۱۹۹۰ نیز به همراه این تیم جام یوفا را فتح نمود. در جام جهانی ۱۹۹۰ که به میزبانی ایتالیا برگزار می‌شد تیم آرژانتین توانست به کمک مارادونا ایتالیای میزبان را در مرحله نیمه نهایی در ورزشگاه شهر ناپل شکست دهد؛ البته با وجود این درخشش آرژانتین نتوانست در دیدار نهایی همانند دورهٔ قبلی جام جهانی بر آلمان غلبه کنند و با کسب عنوان دوم، به خانه بازگشت. در این جام جهانی فوتبال ۱۹۹۰، مارادونا از هواداران باشگاه فوتبال ناپولی خواست، با توجه به تبعیض‌ها و فقر موجود در جنوب ایتالیا، در بازی ایتالیا-آرژانتین از تیم ملی آرژانتین حمایت کنند.
| «                          | من این واقعیت که حالا همه از ناپلیایی‌ها می‌خواهند ایتالیایی باشند و از تیم ملی خود حمایت کنند، را دوست ندارم. ناپل همیشه از آرامش ایتالیا بی‌بهره بوده. این شهر اغلب از نژادپرستی ناعادلانه زجر کشیده است. | » |
| —دیگو مارادونا، ژوئیه ۱۹۹۰ | |   |

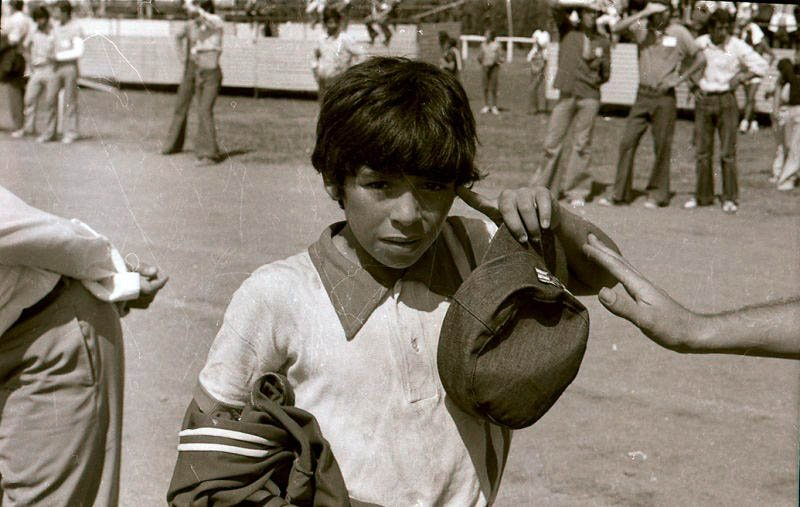
دیگو مارادونا در کودکی (۱۹۷۳)

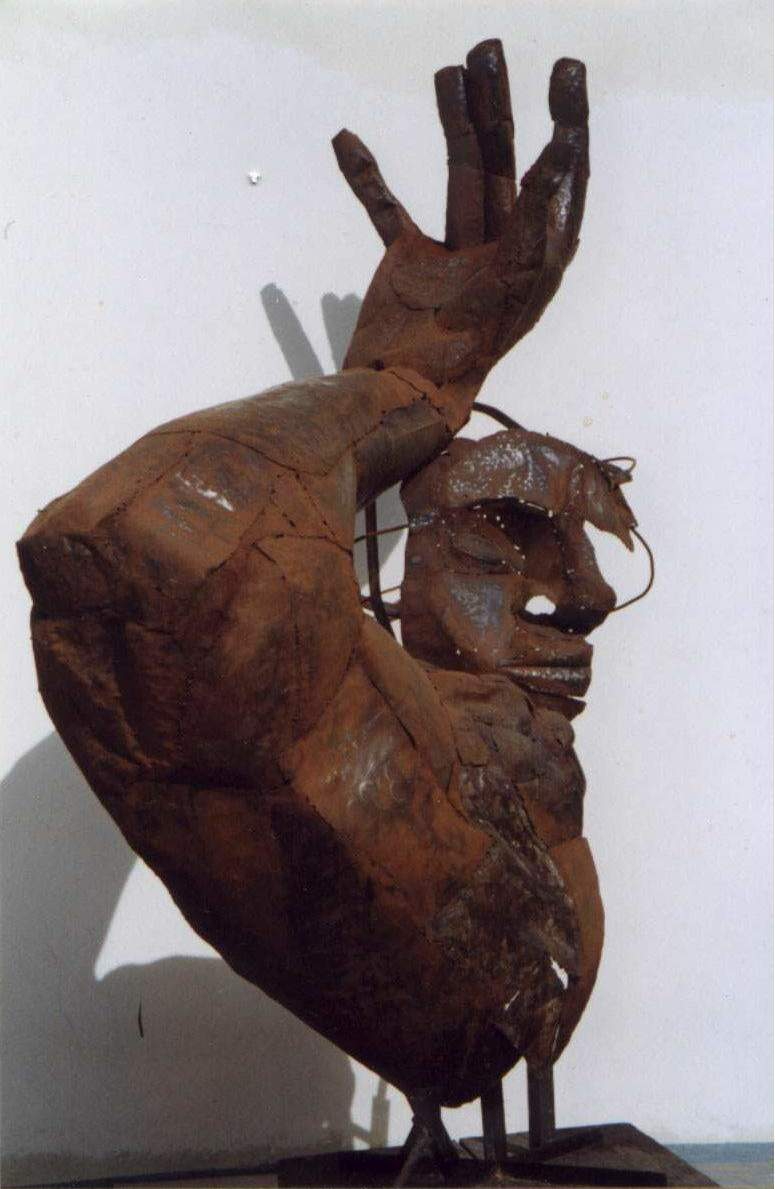
پیکره‌ای از دست مارادونا که با آن گل «دست خدا» را در بازی با انگلستان به ثمر رساند.

پس از جام جهانی، درگیری مارادونا با سران باشگاه ناپولی که با سازمان مافیای حاکم بر این شهر نیز چندان غریبه نبودند آغاز شد. ناگهان در پایان یک مسابقه لیگ ایتالیا اعلام شد آثار استفاده از کوکائین در بدن مارادونا یافت شده است. فیفا او را ۱۵ ماه از شرکت در رقابت‌های فوتبال محروم کرد؛ ولی مارادونا دردسرهای بیشتری را نیز برای خود خرید. در شهر ناپل شایع شد که پلیس این شهر متن ضبط شده مکالمات تلفنی مارادونا و یکی از مقامات مافیا را در اختیار دارد که ثابت می‌کند او در یک شبکه گسترده خلافکاری و توزیع مواد مخدر دست داشته است. مارادونا که ظاهراً به بوئنوس آیرس پناه برده بود در خانه خود مورد هجوم پلیس آرژانتین واقع می‌شود و باز اعلام می‌شود در خانه‌اش مقادیر زیادی مواد مخدر کشف شده است. مارادونا دیگر نمی‌توانست به ناپل بازگردد. او پس از پایان دورهٔ محرومیت اش مدتی را در باشگاه سویای اسپانیا گذراند و سپس به نیوولز در آرژانتین رفت. زمانی که قصد خداحافظی از فوتبال را داشت به درخواست آلفیوباسیله (سرمربی تیم ملی آرژانتین در جام جهانی ۱۹۹۴) در آستانه جام جهانی ۱۹۹۴ بار دیگر پیراهن تیم ملی را به تن کرد تا به تیم بحران زدهٔ آرژانتین روحیه بدهد. با شروع مسابقات جام جهانی ۱۹۹۴ تماشاگران بار دیگر توانایی‌های مارادونا را به چشم دیدند و آن را تحسین کردند. هنگامی که در بازی برابر یونان گلی زیبا را برای تیمش به ثمر رساند کمتر کسی تصور می‌کرد که این تیم شکست پذیر باشد ولی در پایان بازی آرژانتین و نیجریه (که مارادونا به عنوان بهترین بازیکن زمین شناخته شده بود) آزمایش دوپینگ مارادونا مثبت اعلام شد. فیفا در همان روز مارادونا را دو سال از شرکت در مسابقات فوتبال محروم کرد.
آرژانتین پس از از دست دادن کاپیتانش در دور یک‌هشتم نهایی توسط رومانی از گردونه رقابت‌ها حذف شد. بسیاری از افراد بر این باورند که در محرومیت مارادونا در جام جهانی ۱۹۹۴ آمریکا ژائو هاولانژ رئیس برزیلی وقت فیفا نقش مهمی را بازی کرده بود. در زمان ریاست وی بر فیفا، برزیل هیچگاه به قهرمانی جهان دست نیافته بود و جام جهانی ۹۴ آمریکا آخرین جام جهانی بود که هاولانژ بر صندلی ریاست فیفا بود. تا قبل از این جام، کارشناسان تقریباً هیچ امیدی برای قهرمانی آرژانتین متصور نبودند، اما با ورود ناگهانی مارادونا، آرژانتین به تیمی قدرتمند تبدیل شد. بسیاری بر این باورند که با محرومیت مارادونا راه برای قهرمانی برزیل پس از ۲۴ سال هموار شد. مارادونا بعداً مدعی شد که دارویی که او را به دلیل آن از مسابقات محروم کرده بودند، با هماهنگی فیفا و برای کاهش وزن از آن استفاده کرده بوده است. این ادعا هیچگاه از جانب فیفا پاسخی دریافت نکرد و شاید به همین دلیل عده بسیار زیادی هنوز بر این باورند که در محرومیت مارادونا دست‌هایی سیاسی نقش بازی کرده است. تا اینکه آخرین بار مارادونا در خلال جام جهانی ۲۰۱۰ آفریقای جنوبی و در کسوت سرمربیگری تیم ملی آرژانتین بار دیگر در پاسخ به سؤال خبرنگاران پیرامون دوپینگ در جام جهانی ۱۹۹۴ دست به افشاگری بزرگی زد و ضمن پذیرش دوپینگ با استفاده از نوعی قهوهٔ زودجوش آرژانتینی و تعمیم دادن آن به دیگر بازیکنان آرژانتین در آن دوران مدعی شد که تمام آن اتفاقات زیر سر خولیو گراندونا، رئیس وقت فدراسیون فوتبال آرژانتین (که نایب رئیس ژائو هاولانژ در فیفا نیز بوده است) بود و نه تنها او بلکه تعداد زیادی از بازیکنان آرژانتین در طول چند ماه و پس از شکست پنج بر صفر برابر کلمبیا در دور انتخابی جام جهانی نیز از آن قهوه ممنوعه و نیروزا نوشیده بودند.
در سال ۲۰۰۲ مارادونا در رأی‌گیری اینترنتی فیفا برای انتخاب بهترین بازیکن فوتبال قرن بیستم، بیشترین رأی را به دست آورد و به عنوان بهترین بازیکن قرن بیستم توسط طرفداران فوتبال جهان شناخته شد. در همین سال نیز گل دوم وی به انگلستان در جام جهانی ۱۹۸۶ به عنوان برترین گل قرن معرفی شد.
در سال ۲۰۰۵، مارادونا مدتی به عنوان مجری تلویزیون در برنامه شماره‌های ۱۰ به کار مشغول شد.
در نوامبر ۲۰۰۸ وی به عنوان سرمربی تیم ملی آرژانتین منصوب شد. در جام جهانی ۲۰۱۰ آفریقای جنوبی وی هدایت تیم ملی آرژانتین را بر عهده داشت. تیم آرژانتین در این جام کلکسیونی از بهترین‌های جهان را در اختیار داشت و به اعتقاد بسیاری از منتقدین اتخاذ تاکتیک‌های غلط از سوی مارادونا باعث شد تا این تیم نتواند جام را فتح کند. آرژانتین در مرحله مقدماتی جام جهانی ۲۰۱۰ با ن تیم‌های نیجریه (۱–۰)، کره جنوبی (۴–۱) و یونان (۲–۰) را شکست داد و با امتیازات کامل راهی مرحله یک‌هشتم نهایی شد. در این مرحله نیز مکزیک را با نتیجه ۳ بر ۱ شکست داد اما در مرحله یک چهارم نهایی در برابر آلمان شکست تحقیر آمیز ۴ بر ۰ را متحمل، و از گردونه رقابت‌ها خارج شد و رؤیای مارادونا برای دستیابی به قهرمانی جهان در کسوت مربی بر باد رفت. هرچند در بازگشت به آرژانتین وی با استقبال بسیار گسترده هواداران آرژانتینی مواجه شد اما پس از جام جهانی با وجود تمام حمایت‌های مردمی وی از سرمربیگری آرژانتین کنار گذاشته شد.
در مارس ۲۰۱۰ مجله تایم فهرست ۱۰ بازیکن تأثیرگذار تمام ادوار جام جهانی را منتشر کرد که در این فهرست رتبه نخست از آن مارادونا بود.
مارادونا پس از کناره‌گیری از تیم ملی آرژانتین و پس از رقابت‌های جام جهانی ۲۰۱۰ آفریقای جنوبی در میان تعجب همگان در ماه مه ۲۰۱۱ سرمربیگری تیم الوصل امارات را با قراردادی دو ساله بر عهده گرفت. این چهارمین تجربهٔ مربیگری وی بود. مارادونا پیش از این نیز در سال‌های ۱۹۹۴ و ۱۹۹۵ روی نیمکت دو تیم گمنام نشسته بود.

## دیدگاه سیاسی
در سال‌های اخیر، مارادونا، نسبت به ایدئولوژی‌های دست چپی سمپاتی نشان داده بود. او زمانی که در کوبا تحت درمان بود با فیدل کاسترو رهبر کوبا دوست شد. او تصویری از فیدل کاسترو را بر بازوی چپ و چه گوارا را بر بازوی راست خود تاتو کرده بود. او اتوبیوگرافی خود «ال دیگو» را به اشخاص و گروه‌های زیادی از جمله فیدل کاسترو تقدیم کرده است، او نوشت:
«تقدیم به فیدل کاسترو و از طریق او به همه مردم کوبا.»
مارادونا همچنین از هواداران هوگو چاوز رئیس‌جمهور ونزوئلا بود، کسی که از او در کاخ میرافلورس استقبال کرد. مارادونا پس از این ملاقات مدعی شد با هدف ملاقات با یک مرد بزرگ آمده بوده ولی به جای آن با کسی ملاقات کرده که از آن هم بزرگتر بوده است. «من به چاوز ایمان دارم، من چاویستا هستم. هرچه فیدل می‌کند، هرچه چاوز می‌کند، برای من بهترین است.»
او مخالفت اش را با آنچه امپریالیسم می‌داند، در نشست کشورهای آمریکایی در مار دل پلاتا در ۲۰۰۵ اعلام کرد. او در آنجا با پوشیدن تی شرتی با برچسب «بوش را متوقف کنید» و اشاره به بوش به عنوان آشغال انسانی با حضور جرج دابلیو بوش در آرژانتین مخالفت کرد.
در سال ۲۰۰۷، او با حضور در برنامه هفتگی تلویزیونی چاوز فراتر رفت و گفت: «من از هر چه از آمریکا می‌آید بدم می‌آید. با تمام توان از آن بدم می‌آید.»

### جدالهای لفظی مارادونا باپله
مارادونا و پله به‌طور مستمر در رسانه‌ها با یکدیگر در جدال بودند. برخی معتقدند این جدال‌ها نیز در اصل از اختلافات دیدگاه سیاسی این دو ناشی می‌شد.

## درگذشت
دیگو مارادونا در تاریخ ۲۵ نوامبر ۲۰۲۰، در خواب و بر اثر حمله قلبی درگذشت؛ در حالی که دو هفته پیش از آن به دلیل لخته شدن خون در مغزش در بیمارستان بستری و پس از جراحی مرخص شده بود. و پس از تشییعی انبوه از جمعیت در قبرستانی در بوینس آیرس در کنار قبر پدر و مادرش به خاک سپرده شد.

## آمار ملی
| سال   | ب  | گلها |
| ----- | -- | ---- |
| ۱۹۷۷  | ۳  | ۰    |
| ۱۹۷۸  | ۱  | ۰    |
| ۱۹۷۹  | ۸  | ۳    |
| ۱۹۸۰  | ۱۰ | ۷    |
| ۱۹۸۱  | ۲  | ۱    |
| ۱۹۸۲  | ۱۰ | ۲    |
| ۱۹۸۳  | ۰  | ۰    |
| ۱۹۸۴  | ۰  | ۰    |
| ۱۹۸۵  | ۱۰ | ۶    |
| ۱۹۸۶  | ۱۰ | ۷    |
| ۱۹۸۷  | ۶  | ۴    |
| ۱۹۸۸  | ۳  | ۱    |
| ۱۹۸۹  | ۷  | ۰    |
| ۱۹۹۰  | ۱۰ | ۱    |
| ۱۹۹۱  | ۰  | ۰    |
| ۱۹۹۲  | ۰  | ۰    |
| ۱۹۹۳  | ۴  | ۰    |
| ۱۹۹۴  | ۷  | ۲    |
| مجموع | ۹۱ | ۳۴   |

## افتخارات

### باشگاهی
بوکا جونیورز
- قهرمان لیگ برتر آرژانتین: ۱۹۸۱

 بارسلونا
- قهرمان کوپا دل ری: ۱۹۸۳
- قهرمان کوپا دی لالیگا: ۱۹۸۳
- قهرمان سوپرجام فوتبال اسپانیا: ۱۹۸۳

 ناپولی
- قهرمان سری آ (۲): ۸۷–۱۹۸۶، ۹۰–۱۹۸۹
- قهرمان جام حذفی ایتالیا: ۱۹۸۶–۸۷
- قهرمان لیگ اروپا: ۱۹۸۹
- قهرمان سوپرجام ایتالیا: ۱۹۹۰
- نایب قهرمان سری آ (۲): ۸۸–۱۹۸۷، ۸۹–۱۹۸۸
- نایب قهرمان جام حذفی ایتالیا: ۸۹–۱۹۸۸

### ملی
تیم ملی آرژانتین
- قهرمان جام جهانی فوتبال زیر ۲۰ سال: ۱۹۷۹
- قهرمان جام جهانی: ۱۹۸۶
- نایب قهرمان جام جهانی: ۱۹۹۰
- قهرمان جام فینالیسما: ۱۹۹۳